# Mexia
Mexia – miasto w Stanach Zjednoczonych, w stanie Teksas, w hrabstwie Limestone.

## Demografia
Według przeprowadzonego przez United States Census Bureau spisu powszechnego w 2010 roku miasto liczyło 10 811 mieszkańców. Natomiast skład etniczny w mieście wyglądał następująco: Biali 91,2%, Afroamerykanie 2,7%, Azjaci 1,0%, pozostali 5,1%.